# Бекшень
Бекшень (рум. Băcșeni) — село у Ніспоренському районі Молдови. Входить до складу комуни, адміністративним центром якої є село Болдурешть.

## Населення
За даними перепису населення 2004 року у селі проживали 720 осіб.
Національний склад населення села:
| Національність       | Кількість осіб | Відсоток |
| -------------------- | -------------- | -------- |
| молдавани            | 715            | 99,3%    |
| українці             | 2              | 0,3%     |
| росіяни              | 2              | 0,3%     |
| інша / без відповіді | 1              | 0,1%     |
| Всього               | 720            | 100%     |